# 29-я дивизия подводных лодок
29-я дивизия подводных лодок (29 ДиПЛ) — соединение подводных сил Северного флота ВМФ СССР и России, сформированное в 1979 году. Включает в себя атомные глубоководные станции Главного управления глубоководных исследований и подводные лодки-носители.

## История
29 декабря 1979 года для базового обслуживания атомных глубоководных станций (АГС) и эксплуатации их носителей на Северном флоте в губе Оленья (Гаджиево) начато формирование 29-й отдельной бригады подводных лодок в составе:
| № | Тактический номер | Завод                                                             | Заложена   | Сдана      |
| - | ----------------- | ----------------------------------------------------------------- | ---------- | ---------- |
| 1 | АС-13             | Ленинградское адмиралтейское объединение (ЛАО), заводской № 01401 | 20.10.1977 | 31.12.1986 |
| 2 | АС-15             | ЛАО, заводской № 01402                                            | 23.02.1983 | 30.12.1991 |
| 3 | АС-33             | ЛАО, заводской № 01403                                            | 28.11.1988 | 16.12.1994 |

Атомные глубоководные станции предназначены для выполнения отрядом гидронавтов ГУГИ ВМФ России специальных задач в глубинах Мирового океана. Информация о них засекречена, история службы и современный статус неизвестны.

Схема КС-411

Схема БС-136

Схема БС-64

В качестве подводных лодок-носителей использовались и используются:
- КС-86 проекта 675Н (06754), бывшая К-170 проекта 675 (1978—1991),
- КС-411 «Оренбург» проекта 09774, бывшая К-411 проекта 667А (1983—2004)
- БС-136 «Оренбург» проекта 09786, бывшая К-129 проекта 667БДР (2002—н.в.)
- БС-64 «Подмосковье» проекта 09787, бывшая К-64 проекта 667БДРМ (2016—н.в.)

По состоянию на 2008 год, в состав бригады входили атомные глубоководные станции проекта 1910, атомные подводные лодки специального назначения проекта 1851, а также одна атомная глубоководная станция проекта 10831 и одна атомная подводная лодка специального назначения проекта 09786: С 2016 года в состав бригады входит АПЛ-носитель БС-64 «Подмосковье».
В 2018 году в связи с поступлением нового вооружения и военной техники 29-я отдельная бригада подводных лодок переформирована в 29-ю дивизию подводных лодок.
| № | Проект                  | Наименование ПЛ   | Статус          | Примечание                   |
| - | ----------------------- | ----------------- | --------------- | ---------------------------- |
| 1 | 1910 «Кашалот»          | АС-13             | В составе флота | В составе флота с 1986 года. |
| 2 | 1910 «Кашалот»          | АС-15             | В составе флота | В составе флота с 1991 года. |
| 3 | 1910 «Кашалот»          | АС-33             | В составе флота | В составе флота с 1994 года. |
| 4 | 1851 «Палтус»           | АС-21             | В составе флота | В составе флота с 1991 года. |
| 5 | 1851 «Палтус»           | АС-23             | В составе флота | В составе флота с 1986 года. |
| 6 | 1851 «Палтус»           | АС-35             | В составе флота | В составе флота с 1995 года. |
| 7 | 10831 «Калитка»         | АС-12 (АС-31)     | В ремонте       | В составе флота с 1997 года. |
| 8 | проект 09786 (носитель) | БС-136 «Оренбург» | В ремонте       | В составе флота с 1981 года. |

## Командиры
- контр-адмирал Дронов, Владимир Николаевич
- Фролов Александр Фёдорович (с ??? до 2004)
- Грицевич Николай Александрович (с 2004 до ???)
- контр-адмирал Ковалёв, Александр Николаевич (на 2019 год)[6]